# Dörflingen
Dörflingen – miejscowość i gmina w północnej Szwajcarii, w kantonie Szafuza. Leży nad Renem. 

## Demografia
W Dörflingen mieszka 1 011 osób. W 2021 roku 16,7% populacji gminy stanowiły osoby urodzone poza Szwajcarią. 

## Transport
Przez teren gminy przebiega droga główna nr 329.